# 嬋毫堂俊信
嬋毫堂 俊信（せんごうどう としのぶ、生没年不詳）とは、江戸時代の浮世絵師。

## 来歴
出光美術館所蔵の「立姿美人図」（紙本着色）に「武藏里畫嬋毫堂俊信圖」の落款と印文不明の二つの印章が捺されており、この絵の作者とされている。「嬋毫堂俊信」の作はこのほかには知られない。正徳から享保の頃にかけての人物とされ、落款に「武藏里」とあることから武蔵国または江戸の人だったかと推測されるのみで、その経歴については不明である。「立姿美人図」の描写には懐月堂派の強い影響が窺えるが、おそらくはいずれの画系にも属さない独流の画工だったのではないかといわれている。